# Водійські права (фільм)
«Водійські права» (англ. License to Drive) — американська кінокомедія 1988 року режисера Грега Бімана з Корі Хаїмом у головній ролі.

## Сюжет
Шістнадцятирічний підліток Лес Андерсон дуже хоче отримати водійські права, але не готується до іспиту, тому провалює теоретичну частину іспиту зі знання ПДР, після чого ненавмисно викликає збій комп’ютера. Невдалі відповіді Леса здаються непоправними, але Департамент автомобільних транспортних засобів дозволяє йому скласти іспит з водіння після того, як припускає його добрі знання, порівнюючи їх з високими оцінками його сестри-близнючки Наталі. Лес проходить дорожні іспити, але його реальні результати теоретичного іспиту нарешті відновлюють і його права анулюють.
Незважаючи на те, що він не отримав права, Лес не наважується сказати про це батькам, та вони все ж дізнаються правду, і Лес отримує два тижні домашнього арешту. Та він не може зірвати побачення з крутою Мерседес Лейн і вирішує потай взяти для цієї нагоди розкішний автомобіль своєї родини. Як виявилося, це було погане рішення, і неприємності посипалися одна за одною, однак події цієї дикої ночі назавжди змінили його життя.

## В ролях
| Актор          | Роль                   |
| -------------- | ---------------------- |
| Корі Хаїм      | Лес Андерсон           |
| Корі Фельдман  | Дін                    |
| Керол Кейн     | місис Андерсон         |
| Річард Масур   | містер Роберт Андерсон |
| Гізер Грем     | Мерседес Лейн          |
| Майкл Манасері | Чарльз                 |
| Парлі Бер      | дідусь Андерсон        |
| Ніна Семашко   | Наталі Андерсон        |
| Джеймс Ейвері  | екзаменатор Леса       |
| Грант Геслов   | Карл                   |

## Сприйняття
Фільм отримав неоднозначні відгуки: на Rotten Tomatoes оцінки фільму 24% на основі 25 відгуків від критиків і 62% від більш ніж 10 000 глядачів.